# Bonneau du Martray

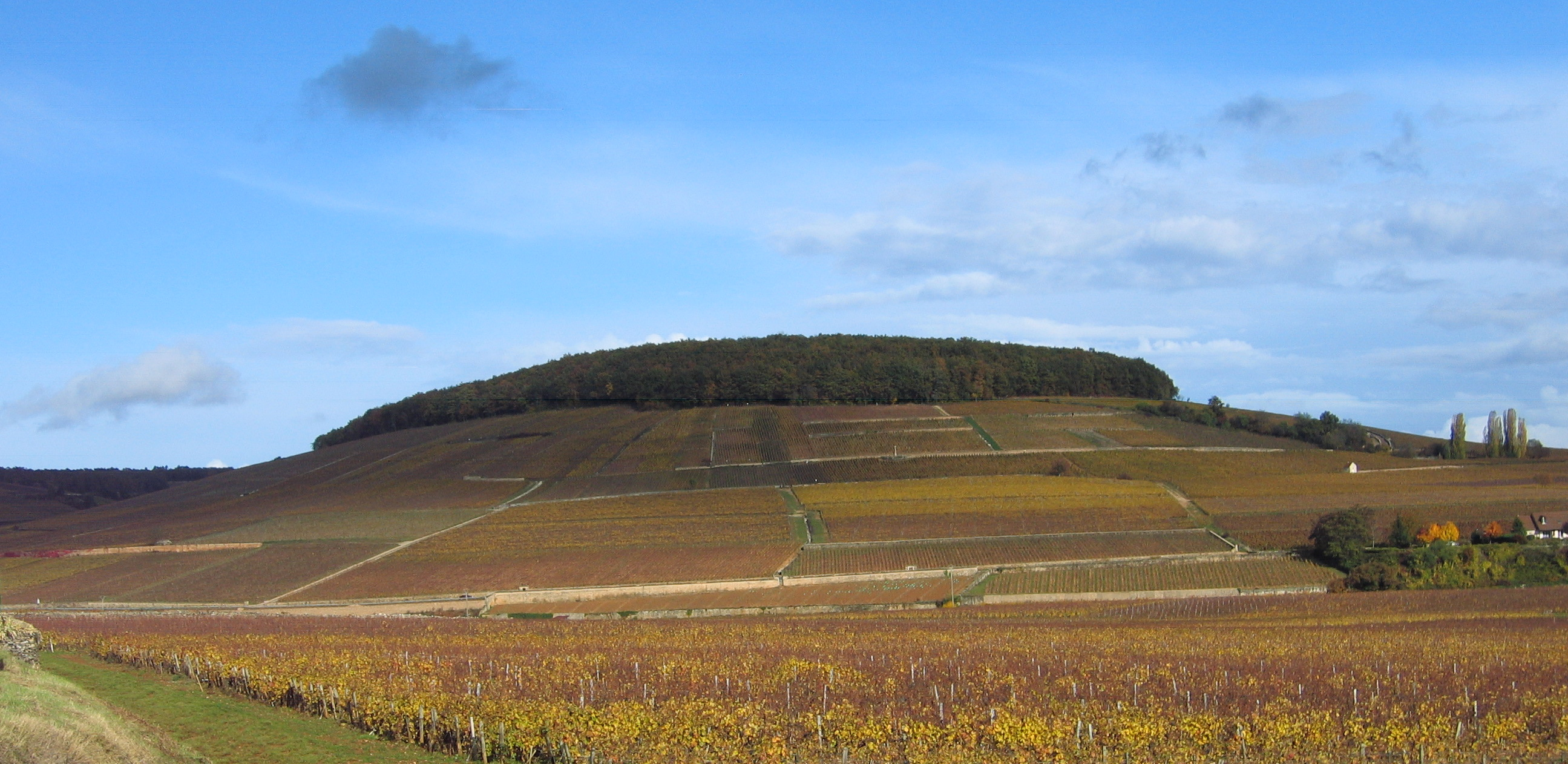
Der Corton-Charlemagne, vom Südwesten aus gesehen. Die auf diesem Bild zu sehenden Rebflächen liegen auf dem Gemeindegebiet von Aloxe-Corton. Weiter links schließen die Gemarkungen der Gemeinde Pernand-Vergelesse an.

Bonneau du Martray  ist ein von Jean-Charles le Bault de la Morinière geleiteter Familienbetrieb und eines der bekanntesten Weingüter in Burgund. Im Keller hat der Sohn von Charles, Eric, die Verantwortung übernommen. Das Weingut besitzt elf Hektar bester Lagen in unmittelbarer Umgebung der Gemeinde Pernand-Vergelesses. Das Gut vermarktet ausschließlich Weine aus Grand Cru Lagen und ist damit sogar konsequenter als die bekannte Domaine de la Romanée-Conti, die mit dem Vosne-Romanée Premier Cru Cuvée Duvault-Blochet auch einen Premier Cru Wein im Programm hat. 

## Geschichte
Die Geschichte des Weinguts ist eng mit der Geschichte der Grand Cru Lage Corton-Charlemagne verbunden. Bis zur Französischen Revolution war die Lage Eigentum der Kirche. Als Bien national wurde die auf 10.800 Livres taxierte Corton Lage verkauft. Ein beträchtlicher Teil ging an die Familie Bonneau-Véry. In seinem im Jahr 1855 veröffentlichten Werk Histoire et statistiques de la vigne et des grands vins de la Côte-d'Or sprach M.J. Lavalle von insgesamt 19,7 Hektar, die der Familie in dieser Lage gehörten. Zusammen mit anderen Rebflächen kam das damalige Weingut auf fast 24 Hektar.
Durch die Reblauskrise, Kompromisse in der Erbfolge sowie die Weltwirtschaftskrise schrumpfte der Besitz der Familie. Im Jahr 1969 erbte die Gräfin und Gattin von Jean le Bault de la Morinière von ihrem Onkel René Bonneau du Martray elf Hektar. Der in Paris lebende Graf studierte Önologie und begann in den 1970er Jahren mit Gutsabfüllungen.
Im Jahr 1994 übernahm sein Sohn Jean-Charles die Leitung des Guts. Im Weinkeller arbeiten die Brüder Bernard und Jean-Pierre Bruchon.

## Die Weine

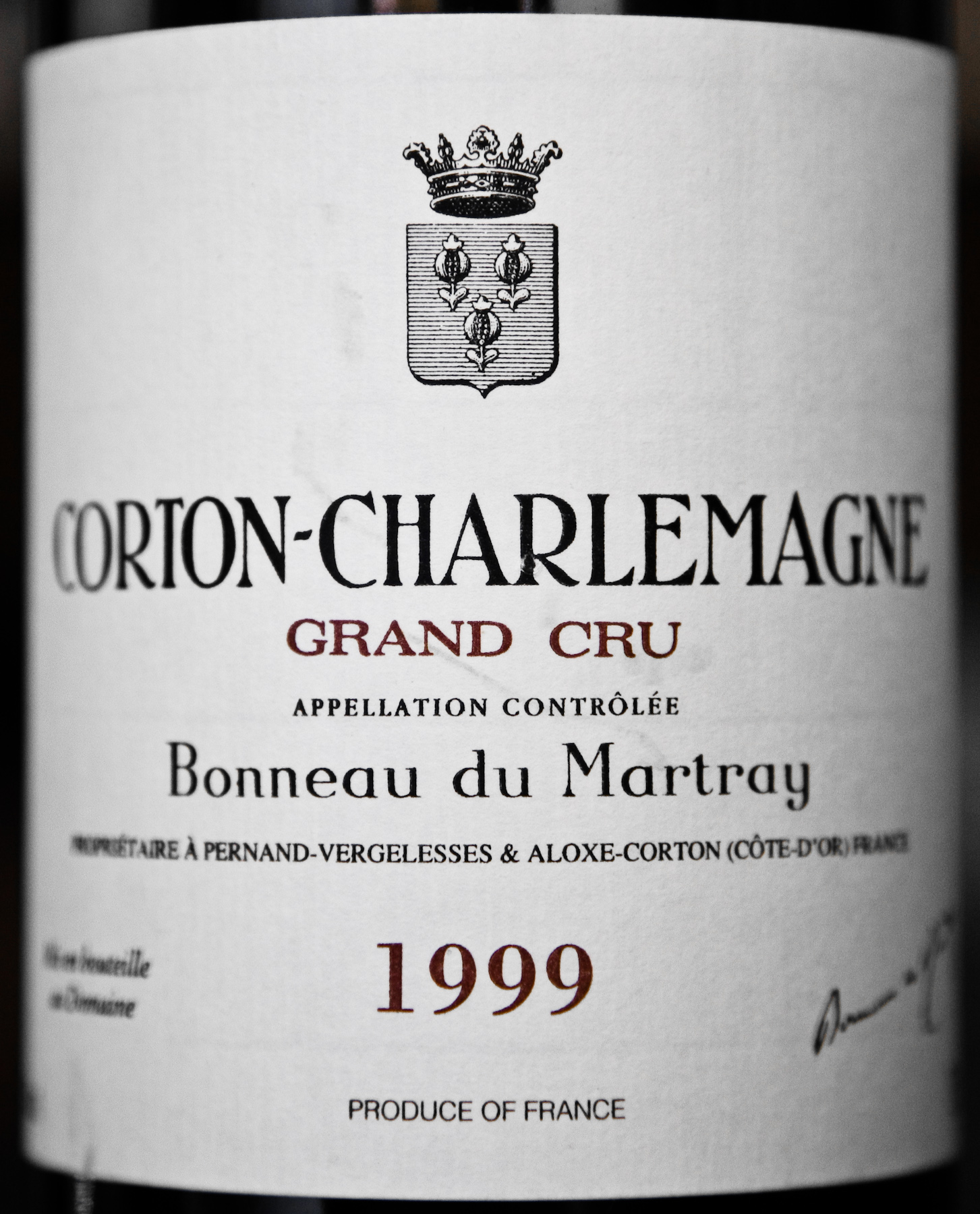
Das Etikett des Weißwein Corton-Charlemagne vom Weingut Bonneau du Martray.

Das Durchschnittsalter der Reben liegt bei 45 Jahren. Erzeugt wird sowohl Rotwein aus der Rebsorte Pinot Noir sowie Weißwein aus der Rebsorte Chardonnay.
Das Qualitätsdenken ist hoch. Im verregneten Herbst des Jahrs 1993 trocknete ein tieffliegender Helikopter das Lesegut ab; eine Praxis, die von Château Pétrus übernommen wurde und in der Folge bereits mehrfach zum Einsatz kam. 
Die zu 100 Prozent abgebeerten Trauben vergären im Stahltank. Das Gut verfügt über insgesamt 16 Parzellen in der Lage Corton-Charlemagne, die einzeln ausgebaut und erst kurz vor der Abfüllung zu einem Wein verschnitten werden. Die einzelnen Partien bauen während 12 – 18 Monaten im Barrique aus.
Beim Keltern der Rotweine der Lage Corton entfernt Bonneau du Martray die Stielgerüste, um dem Wein etwas mehr Eleganz zu geben. Die Maischegärung wird temperaturgeführt. Der Wein baut während 12 – 18 Monaten im Barrique aus.